# Zyzyura mayana
Zyzyura mayana ist die einzige Art der monotypischen Pflanzengattung Zyzyura innerhalb der Familie der Korbblütler (Asteraceae). Sie ist nur von einem Fundort in Belize bekannt.

## Beschreibung

### Erscheinungsbild und Blatt
Zyzyura mayana ist eine epilithisch wachsende, liegende, krautige Pflanze. Sie bildet an den untersten Nodien (Knoten) der hohlen Stängel Wurzeln ausbildet. Der niederliegende, 5 bis 20 Zentimeter lange Teil des Stängels besitzt kurze Internodien und ist meist kahl. Die aufsteigende, 15 bis 30 Zentimeter lange Teil bildet an der Basis lange Internodien und ist spärlich behaart.
Die gegenständig angeordneten Laubblätter sind in Blattstiel und Blattspreite gegliedert. Der Blattstiel ist meist 3 bis 5 Millimeter lang. Die Blattspreite ist bei einer Länge und einer Breite von 4 bis 7 Millimetern im Umriss dreieckig und drei- bis siebenfach gelappt, wobei die Einbuchtungen 1/3 bis 1/2 vom Rand bis zur Mittelrippe reichen. Die Blattoberseite ist spärlich fein behaart, während die blassere Blattunterseite kahl und drüsig punktiert ist. Der Blattrand ist an der Spreitenbasis mehr oder weniger gestutzt während er an den Blattlappen leicht gekerbt ist.

### Blütenstand, Blüte und Frucht
Die endständig an den aufsteigenden Stängeln stehenden Gesamtblütenstände enthalten drei bis zehn körbchenförmige Teilblütenstände. Der Blütenstandsschaft ist meist 0,5 bis 1,8 Zentimeter lang. Die wenigen und sehr kleinen Tragblätter der Blütenkörbchen sind gegenständig bis annähernd gegenständig angeordnet. Die Blütenkörbchen sind bei einer Höhe und einem Durchmesser von bis zu 7 Millimeter scheibenförmig, breit-halbkugelig. Das Involucrum enthält meist in zwei Reihen angeordnete etwa 16 fast gleiche, pergamentartige und am oberen Ende mehr trockenhäutig werdende Hüllblätter, die verkehrt-eiförmig mit stumpfem bis gerundetem oberen Ende sind; wenige äußerste Hüllblätter sind kürzer und in vollentwickelten Blütenkörbchen ausgebreitet. Der hoch-konische Körbchenboden ist innen hohl. Es sind keine Spreublätter vorhanden.
Jedes Blütenkörbchen enthält 20 bis 23 Röhrenblüten. Die weißen, meist kahlen Röhrenblüten sind 2,2 bis 2,3 Millimeter lang und gelappt. Die dick gerippte Kronröhre ist an ihrer Basis breiter als im oberen Bereich, an dem sie dem Griffel eng anliegt. Die dreieckig geformten Kronlappen sind spärlich drüsig punktiert. Die Theken Staubbeutel sind etwa 0,5 Millimeter lang. Der Pollen befindet sich in einer Flüssigkeit und ist rund 18 Mikrometer groß. Der Griffel ist und seiner Basis dicht papillös oder behaart und besitzt verdickte Anhängsel.
Die drei- bis fünfrippigen Achänen sind bei einer Länge von 1,2 bis 1,3 Millimetern annähernd spindelförmig. Der Pappus weist etwa zehn haltbare Pappusborsten auf.

## Vorkommen
Zyzyura mayana wurde bisher nur am Fundort des Typusexemplares auf dem Victoria Peak, in den in Belize gelegenen Maya Mountains gefunden. Dort wächst Zyzyura mayana auf Felsen.

## Systematik
Die Erstbeschreibung als Fleischmannia mayana erfolgte 2012 durch John Francis Pruski in Phytoneuron, Nummer 32, Seite 6. Im Jahr 2013 überführten Harold Ernest Robinson und John Francis Pruski diese Art in PhytoKeys, Nummer 20, Seite 3 als Zyzyura mayana in die neu aufgestellte, monotypische Gattung Zyzyura. Der Gattungsname Zyzyura ist willkürlich gewählt und hat nach Aussage seines Urhebers keinen besonderen Sinn.
Zyzyura mayana ist die einzige Art der Gattung Zyzyura aus der Tribus Eupatorieae in der Unterfamilie Asteroideae innerhalb der Familie Asteraceae.